# Eintou Pearl Springer
Eintou Pearl Springer (trước đây là Pearl Eintou Springer) (sinh tại làng Cantaro, Santa Cruz, Trinidad, 24/11/1944) là một nhà thơ, nhà viết kịch, thủ thư và nhà hoạt động văn hóa từ Trinidad và Tobago. Vào tháng 5 năm 2002, bà được đặt tên là Nhà thơ Laureate của Port of Spain, Trinidad và Tobago.
Công việc của bà thường xuyên liên quan đến các vấn đề xã hội cũng như niềm tự hào về di sản châu Phi của bà. Năm 2003 bà nghỉ hưu với tư cách là Giám đốc Thư viện Di sản Quốc gia Trinidad và Tobago, đã thành lập thư viện và là giám đốc của nó từ tháng 10 năm 1993. Bà đã từng là thành viên sáng lập của các tổ chức văn hóa khác nhau, bao gồm Hội Nhà văn Trinidad và Tobago, Hiệp hội Sân khấu Quốc gia Trinidad và Tobago, và Hiệp hội Nhà hát Caribbean. Năm 2011, vở kịch của bà Anansi Brings the Drum đã kỷ niệm Năm quốc tế của Liên hợp quốc dành cho người gốc Phi (IYPAD) và là một phần của Sáng kiến Nhà hát Tuổi trẻ của UNESCO.
Springer là một tín đồ của tôn giáo Orisha - Yoruba. Bà có ba đứa con và sống ở San Juan, Trinidad. Con gái của bà Dara Healy là một vũ công và một chính trị gia ở Trinidad, và hiện đang giữ chức Chủ tịch đảng Quốc hội Dân chủ. Nhà văn và nhà hoạt động Attillah Springer cũng là con gái của bà.

## Giải thưởng
- 1996: Bạc Huy chương Chim sẻ Trinidad & Tobago (cho Văn hóa) [8]
- 2004: Giải thưởng Vanguard của Hiệp hội Kịch Quốc gia Trinidad và Tobago (NDATT) [9]

## Sách
- 1986: Out of the Shadows (thơ). Luân Đôn: Nhà xuất bản Karia. ISBN 0-946918-58-9

## liên kết ngoài
- Trang Eintou Pearl Springer Lưu trữ ngày 14 tháng 10 năm 2006 tại Wayback Machine
- "Eintou Pearl Springer - Biodata" Lưu trữ ngày 8 tháng 2 năm 2007 tại Wayback Machine, Tập đoàn Idakena.